# 메리온 밀러
마저리 메리온 밀러(영어: Marjory Marion Miller, 1912년 10월 16일 ~)는 캐나다의 체스터에서 태어난 캐나다의 여성 알파인 스키 선수이다. 그는 1936년 동계 올림픽의 알파인 스키 종목에 출전해 58.01로 28위를 기록하였다. 출전했을 당시, 그는 23세이었다.